# Iain Percy
Iain Percy (n. 21 martie 1976, Southampton, Anglia, Regatul Unit) este un iahtman ce a reprezentat Regatul Unit al Marii Britanii și al Irlandei de Nord, medaliat olimpic. A participat la 4 ediții ale Jocurilor Olimpice (2000, 2004, 2008, 2012) în care a câștigat două medalii de aur și o medalie de argint.